# Незабитовський Василь Андрійович
Василь Андрійович Незабитовський (1824 p., Радомишль — 1883 р.) — український вчений, юрист, специаліст в області міжнародного права. Доктор наук.

## Життєпис
Народився у 1824 році в м. Радомисль (сучасна назва Радомишль). У 1846 році закінчив Київський університет Св. Володимира.
В 1846–1853 роках викладав історію права, державне право та фінансове право в Ніжинському лицеї. У 1853 році став завідувачем кафедри міжнародного права Київського університету, пізніше — деканом юридичного факультету, був проректором Університету Св. Володимира.
Праці В. Незабитовського мали важливу роль у розробці важливих інститутів міжнародного права.
Помер 14 червня 1883 року.